# 石山氏蛇鰻
石山氏蛇鰻，為輻鰭魚綱鰻鱺目糯鰻亞目蛇鰻科的其中一種，分布於西印度洋的亞丁灣海域，棲息深度258-400公尺，體長可達43.7公分，棲息在底層水域，屬肉食性，生活習性不明。

## 擴展閱讀
維基物種上的相關：石山氏蛇鰻